# بزمجه فینش
 بزمجه فینش(نام علمی: Varanus finschi) نام یک گونه از سرده بزمجه است.